# Sandefjord TIF Håndball
Sandefjord TIF Håndball je norveški rukometni klub iz grada Sandefjorda. Dijelom je športskog društva Sandefjord TIF. Klub ima muški i ženski sastav.
Osvojio je norveško prvenstvo 2005./2006. 1998./99. je došao do poluzavršnice Kupa EHF, gdje je ispao od doprvaka Valladolida.

## Vanjske poveznice
- Sandefjord TIF Håndball (na norveškom)